# Індекс узагальненого біорізноманіття
Індекс узагальненого біорізноманіття — показник натуральності або збереження біорізноманіття. Індекс MSA відображає співвідношення поточного видового різноманіття території і потенційного видового різноманіття цілісності екосистеми в межах цієї самої території.

## Основна характеристика індексу
Індекс MSA (індекс узагальненого видового різноманіття) розраховується як добуток типологічних одиниць агроландшафту з урахуванням відповідних показників впливу на стан біорізноманіття. Даний індекс «враховує» довготривалі фактори впливу і не «реагує» на короткочасні, які можуть призводити до кризового стану біорізноманіття, наприклад, застосування засобів захисту рослин, надмірна розорюваність тощо. Індекс відображає співвідношення поточного видового різноманіття території і потенційного видового різноманіття цілісності екосистеми в межах цієї самої території. Відповідно, індекс може мати значення від 0% у абсолютно деградованої екосистемі до 100 % в цілісній. Згідно задумів розробників, цей індекс можна також інтерпретувати як показник природності території.

## Розрахунок індексу
Сумарний вплив нa біорізноманіття (MSAi) отримують як добуток значень MSA для кожного з факторів впливу: зміни землекористування, фрагментація, інфраструктура, зміна клімату, депозит атмосферного азоту:
MSAi= MSALUC* MSAI* MSAF* MSAN*MSACC
MSALUC розраховується як cумa значень MSA для кожної із типологічних одиниць землекористування. Кожна топологічна одиниця має свої значення, в залежності від впливу факторів. Відомо, що рілля матиме значення наближені до нуля, а лісосмуги – зростаюче значення.
MSAI також розраховується шляхом надання кожній типологічній одиниці певного очікуваного значення. Територія, яка знаходиться близько біля дороги зазнаватиме найбільшого впливу, а які знаходяться на відстані підлягатимуть мінімальному впливу. 
MSAF (фрагментація) залежно від площі фрагменту природної екосистеми. Будь-який вид потребує оптимальної території для його нормального існування. До природних поверхонь належать ліси, чагарники, луки i т. п. Неприродними є урболандшафти, штучні пасовища, агроландшафти. Bci ці поверхні фрагментовані (розділені) дорогами. При цьому дороги з низьким piвнeм pуxу транспорту, шляхи з грунтовим покриттям до уваги нe беруть.
MSAN – депозит атмосферного азоту. Його розраховують, припускаючи, що додатковий вміст азоту дорівнює його вмicтoвi в агроекосистемах. Тому при підрахунку, включення цього фактору, з аналізу виключають yci сільськогосподарські угіддя. 
MSACC – це показник зміни клімату, який визначається за наступною формулою:
MSACC=1-SΔt
Δt – зсув температур (для 2010 poку це передбачення cклaлo 0,759 за даними моделі IMAGE); S – сенситивність (чутливість) біому, його важливою характеристикою є біорізноманіття.

## Переваги та недоліки використання індексу узагальненого біорізноманіття
Переваги:
- Не вимагає ретельного аналізу і польових робіт;
- Він розраховується лише за допомогою Інтернет-ресурсів;
- Швидке отримання результатів;
- Економічно вигідний.

Недоліки:
- Має неточні результати дослідження;
- Використання супутникових знімків, які були зроблені раніше.

## Ресурси Інтернету
- Коломицев Г.О. Досвід першого цифрового узагальнення впливів на біорізноманіття наземних екосистем України за методикою GLOBIO3. У кн: «Наукові доповіді НУБіП», 2011-4 (26) http://www.nbuv.gov.ua/e-journals/Nd/2011_4/11kgo.pdf
- Коломицев Г.О. Узагальнене видове різноманіття: апробація Європейського підходу щодо оцінки стану біорізноманіття наземних екосистем. У кн.: Матеріали IX Всеукраїнської наукової конференції студентів та молодих науковців «Біологічні дослідження молодих учених в Україні». – К., 2009. - 22-23 с. [Переопубліковано: BioModel - [Архівовано 3 грудня 2021 у Wayback Machine.] http://biomodel.info/?page_id=2176%5B]
- Добірка (новин про використання MSA, зокрема в УЦМЗР та НУБіП) від групи BioModel (Г.Коломицев, В. Придатко) – http://biomodel.info/ua/tag/msa/page/2/%5 [Архівовано 3 грудня 2021 у Wayback Machine.].
- Федюшко М.П., Горбатенко А.А., Гриб О.Г. Індикатори стану асоційованого агробіорізноманіття - http://www.nbuv.gov.ua/e-journals/Nd/2011_5/11fmp.pdf [Архівовано 16 лютого 2012 у Wayback Machine.].
- Горбатенко А. А., Горбатенко Л. Ю. ПРОСТОРОВЕ ВАРІЮВАННЯ ПРИРОДНИХ ТЕРИТОРІЙЧЕРКАСЬКОЇ ОБЛАСТІ ЗА ІНДЕКСОМ УСЕРЕДНЕНОЇ ВИДОВОЇ РЯСНОСТІ ПРИРОДНОГО БІОРІЗНОМАНІТТЯ (MSA)  - https://web.archive.org/web/20150713211845/https://drive.google.com/file/d/0B2muMJevPzjKUWthZjJMYVFDUWM/view